# Freddie Highmore
Alfred Thomas "Freddie" Highmore (sinh ngày 14 tháng 2 năm 1992) là một diễn viên trẻ gốc Anh. Highmore có một sự nghiệp nhiều triển vọng và thành công với nhiều vai diễn và giải thưởng dành cho diễn viên trẻ. Anh nổi tiếng với các vai diễn trong một số phim như: Finding Neverland, Five Children and It, Charlie and the Chocolate Factory, Arthur and the Invisibles, August Rush, The Golden Compass, The Spiderwick Chronicles, Bates Motel, The Good Doctor.

## Tiểu sử
Highmore sinh tại Camden, London, trong một gia đình có nhiều người tham gia ngành điện ảnh. Cha anh là Edward Highmore, là một diễn viên. Mẹ của anh là Sue Latimer, một người tuyển lựa tài năng trẻ, bà là người đại diện cho Highmore và một số diễn viên khác bao gồm Daniel Radcliffe, Imelda Staunton. Highmore có một người em trai tên là Albert ("Bertie"), sinh năm 1995. Highmore sống tại Highgate, ngoại ô bắc London.
Anh đi học tại The Brookland Junior and Infant School tại Hampstead Garden Suburb đến năm 11 tuổi. Từ 2003 tới 2010 anh đi học tại Highgate School. Highmore đạt chứng chỉ GCSEs với điểm A* cho 10 môn: Tiếng Anh, tiếng Pháp, tiếng Tây Ban Nha, tiếng Latin, Văn học, Địa lý, Toán học, Vật Lý, Hóa học và Sinh học. Được biết vào năm 2017 tỉ lệ thí sinh đạt mức A chứng chỉ GCSEs chỉ 3%. 
Bắt đầu từ tháng 10 năm 2010, Highmore học tại Emmanuel College, Đại học Cambridge và đạt song bằng chuyên ngành tiếng Ả Rập và tiếng Tây Ban Nha. Vào năm thứ 3 của đại học, anh làm việc tại một công ty luật ở Madrid với vai trò dịch thuật tài liệu. Anh cũng từng thực tập tại ngân hàng Gulf Bank tại Kuwait vào năm 2012.

## Sự nghiệp

### 1999 - 2004: Khởi đầu và Finding Neverland
Highmore bắt đầu diễn xuất năm 7 tuổi với các vai phụ trên truyền hình. Phim đầu tay trong sự nghiệp diễn xuất của Highmore là Women Talking Dirty, anh vào vai cậu con trai nhỏ với người mẹ bị xa lánh bởi tên bạn trai người Pháp có ác cảm với sự cam kết. Năm 2001, Highmore vào vai vua Arthur hồi nhỏ trong seri The Mists of Avalon dựa trên truyền thuyết vua Arthur kể về quyền lực thực sự của vương quốc Camelot nằm trong tay một người phụ nữ. Cũng trong năm 2001 Highmore góp mặt trong seri Happy Birthday Shakespeare của đài BBC. 
Highmore từng đóng chung hai phim với gia đình mình. Anh và em trai của anh, Bertie, vào vai hai anh em trong Women Talking Dirty. Anh cũng đóng chung với cha mình trong phim Jack and the Beanstalk: The Real Story.
Năm 2004, anh gây sự chú ý lớn với vai Peter trong Finding Neverland và được giới phê bình đánh giá cao, nhận nhiều đề cử và giải thưởng kể cả Broadcast Film Critics Award và đề cử cho Screen Actors Guild Award. 

### 2005 - 2011:Charlie and the Chocolate FactoryvàThe Spiderwick Chronicles
Năm 2005, anh đảm nhận vai chính cần nhiều sự khổ luyện là Charlie Bucket trong Charlie and the Chocolate Factory. Vai diễn này anh có được là do diễn viên Johnny Depp giới thiệu anh cho đoàn làm phim vì Depp rất ấn tượng với tài năng của cậu bé, trước đó hai người đã cùng đóng chung Finding Neverland. Highmore quyết định không xem phiên bản năm 1971 của bộ phim cho đến khi kết thúc quá trình quay để tránh bị ảnh hưởng trong diễn xuất. Bộ phim đem lại giải  thưởng Critics' Choice Movie Arward hạng mục Best Young Performer và giải Satellite Arward hạng mục Outstanding New Talent. Highmore cũng lồng tiếng cho trò chơi điện tử cùng tên dựa trên bộ phim.
Highmore tiếp tục xuất hiện trong August Rush với Keri Russell, Jonathan Rhys Meyers và Robin Williams. Bộ phim công chiếu 21 Tháng 11 năm 2007. Tiếp tục với The Spiderwick Chronicles, chuyển thể từ tác phẩm văn học thiếu nhi, và công chiếu tại Mỹ tháng 2 năm 2008. Trong phim, Highmore đảm nhận hai vai Simon Grace và Jared Grace cùng lúc.

### 2012 - hiện nay:Bates Motel,bắt đầu biên kịch vàThe Good Doctor
Highmore được biết đến nhiều hơn với vai diễn Normal Baste trong bộ phim dài tập của Mỹ Bates Motel từ năm 2013 đến 2017. Trong phim, anh đảm nhận vai kẻ sát nhân hàng loạt với mối quan hệ phức tạp với chính mẹ của mình (do Vera Farmiga thủ vai). Highmore chia sẻ việc học nhiều ngôn ngữ giúp cho anh có một mối ràng buộc với nhân vật (Normal Baste nói được 17 thứ tiếng). Bản thân Highmore có thể nói trôi chảy cả tiếng Pháp, Tây Ban Nha và tiếng Ả Rập. 
Highmore bắt đầu thử sức trong mảng biên kịch và đạo diễn trong suốt thời gian đóng Bates Motel. Anh đã viết một tập trong phần 4 và một tập trong phần 5, đạo diễn một tập trong phần 5 của bộ phim.
Trong năm 2017, Highmore trở lại với bộ phim ăn khách trên đài ABC của Mỹ The Good Doctor với vai trò diễn viên chính kiêm nhà sản xuất. Bộ phim được xây dựng dựa trên kịch bản phim Hàn Quốc, kể về một bác sĩ nội trú bị bệnh tự kỉ nhưng đồng thời mắc hội chứng thiên tài với khả năng hình dung vật thể không gian vượt trội. Bộ phim đem lại cho Highmore đề cử Quả cầu vàng hạng mục Best Actor in a Drama Series.

### Vai lồng tiếng
Highmore tham gia lồng tiếng cho Arthur and the Invisibles, The Golden Compass và A Fox's Tale, Astro Boy cũng như hai phần Arthur and the Invisibles sắp thực hiện và nhiều trò chơi điện tử dựa trên các bộ phim này.

## Đời tư
Highmore không sử dụng mạng xã hội để kết nối với người hâm mộ hay cập nhật tin tức, bản thân anh cho rằng mình muốn tách biệt giữa cuộc sống bình thường và cuộc sống của một diễn viên. Anh chia sẻ mình vẫn đi học và tham gia vào câu lạc bộ bóng đá ở trường dù không quá xuất sắc (đội bóng ưa thích Arsenal).
Highmore từng có mối quan hệ tình cảm với nữ diễn viên Sarah Bolger (từng đóng chung trong phim Khu rừng bí mật) tuy nhiên mối quan hệ này chỉ kéo dài 2 năm. Sau đó anh bắt đầu hẹn hò với nữ diễn viên Dakota Fanning vào năm 2009. Tuy nhiên những thông tin trên đều chỉ là suy đoán và chưa có thông tin chính thức. Hiện tại, Highmore vẫn chưa công khai bất kì mối quan hệ mới nào.
Freddie Highmore và Daniel Radcliffe là bạn từ thuở nhỏ của nhau, cả hai đã biết đến gia đình nhau từ trước khi bước chân vào nghiệp diễn. Khi được hỏi về việc này, Highmore nói: "Thật hay ho khi chúng tôi cùng lớn lên và rồi cả hai cùng đi đóng phim" (It's funny that we've grown up and both ended up doing film.)
Highmore và bạn diễn chung phim Arthur and the invisibles Mia Farrow đã có trải nghiệm cận tử khi cùng lái xe tại Pháp. 
Trong khi đóng chung Bates Motel, Highmore phát triển một tình bạn tốt đẹp với diễn viên đóng chính Vera Farminga và trở thành cha đỡ đầu của con trai cô. Trong thời gian quay Bates Motel, Highmore thường xuyên ở nhà của vợ chồng Vera Farminga tại Vancouver.
Ngoài khả năng nói thành thạo tiếng Anh, tiếng Pháp, tiếng Tây Ban Nha và tiếng Ả Rập, Highmore có thể chơi guitar, clarinet.
28/9/2021. Freddie đã công khai kết hôn trên "Jimmy Kimmel Live". Theo như anh đã đăng, anh đã kết hôn vào mùa hè cùng năm. Anh đã nói rằng "I'm married to a wonderful woman" (tôi đã kết hôn với một người phụ nữ vô cùng tuyệt vời). Tuy nhiên cô gái đó là ai thì anh vẫn chưa tiết lộ.

## Giải thưởng

### Thắng giải
2008 Saturn Awards
Diễn viên "nhí" xuất sắc: August Rush
2006 Broadcast Film Critics Association Awards
Diễn viên "nhí" xuất sắc: Charlie and the Chocolate Factory
2005 Young Artist Awards
Diễn viên nam xuất sắc - Diễn viên ăn ý cho Finding Neverland
2005 Empire Awards, UK
Diễn viên mới xuất sắc: Finding Neverland
2005 Satellite Awards
Tài năng mới xuất sắc
2005 Broadcast Film Critics Association Awards
Diễn viên "nhí" xuất sắc: Finding Neverland
2005 Las Vegas Film Critics Society Awards
Diễn viên "nhí" xuất sắc for: Finding Neverland
2004 Phoenix Film Critics Society Awards
Diễn viên nam "nhí" xuất sắc: Finding Neverland

### Đề cử
2010 Young Artist Awards
Lồng tiếng xuất sắc: Astro Boy
2009 Young Artist Awards
Diễn viên "nhí" xuất sắc: The Spiderwick Chronicles
2008 Nickelodeon Kid's Choice Awards
Diễn viên nam xuất sắc
2008 Young Artist Awards
Diễn viên nam chính nhỏ tuổi xuất sắc: August Rush
2005 MTV Movie Awards
Diễn viên có thành tích ấn tượng: Finding Neverland
2005 Saturn Awards
Diễn viên "nhí" xuất sắc: Finding Neverland
2005 Young Artist Awards
Diễn viên "nhí" xuất sắc: Finding Neverland
2005 Screen Actors Guild Awards
Diễn viên xuất sắc: Finding Neverland
Diễn viên nam phụ xuất sắcFinding Neverland

## Các vai đã tham gia
| Năm  | Tên tác phẩm                           | Vai                     | Ghi chú |
| ---- | -------------------------------------- | ----------------------- | --- |
| 1999 | Women Talking Dirty                    | Sam                     | |
| 2000 | Happy Birthday Shakespeare             | Steven Green            | TV |
| 2001 | The Mists of Avalon                    | Young Arthur            | TV |
| 2001 | Jack and the Beanstalk: The Real Story | Son at Playground       | TV |
| 2002 | I Saw You                              | Oscar Bingley           | TV |
| 2004 | Finding Neverland                      | Peter Llewelyn-Davies   | Broadcast Film Critics Association Award for Best Young Performer Empire Award for Best Newcomer Las Vegas Film Critics Society Award for Youth in Film Phoenix Film Critics Society Award for Best Youth Actor Satellite Award for Outstanding New Talent Young Artist Award for Best Performance in a Feature Film - Young Ensemble Cast Đề cử — London Film Critics Circle Award for British Newcomer of the Year Đề cử — MTV Movie Award for Best Breakthrough Performance Đề cử — Saturn Award for Best Performance by a Younger Actor Đề cử — Screen Actors Guild Award for Outstanding Performance by a Male Actor in a Supporting Role Đề cử — Screen Actors Guild Award for Outstanding Performance by a Cast in a Motion Picture Đề cử — Young Artist Award for Best Performance in a Feature Film - Leading Young Actor |
| 2004 | Two Brothers                           | Young Raoul             | |
| 2004 | Five Children and It                   | Robert                  | |
| 2005 | Charlie and the Chocolate Factory      | Charlie Bucket          | Broadcast Film Critics Association Award for Best Young Performer Phoenix Film Critics Society Award for Best Youth Actor Đề cử — Saturn Award for Best Performance by a Younger Actor Đề cử — Young Artist Award for Best Performance in a Feature Film (Comedy or Drama) - Leading Young Actor |
| 2006 | A Good Year                            | Young Max               | |
| 2007 | Arthur and the Invisibles              | Arthur                  | Lồng tiếng và diễn Đề cử — Young Artist Award for Best Performance in an International Feature Film - Leading Young Actor |
| 2007 | August Rush                            | Evan Taylor/August Rush | Saturn Award for Best Performance by a Younger Actor Đề cử — Broadcast Film Critics Association Award for Best Young Performer Đề cử — Young Artist Award for Best Performance in a Feature Film - Leading Young Actor |
| 2007 | The Golden Compass                     | Pantalaimon             | Lồng tiếng |
| 2008 | The Spiderwick Chronicles              | Simon và Jared Grace    | Hai vai Đề cử — Saturn Award for Best Performance by a Younger Actor Đề cử — Young Artist Award for Best Performance in a Feature Film - Leading Young Actor |
| 2008 | A Fox's Tale                           | Little Jack             | Lồng tiếng |
| 2009 | Astro Boy                              | Astro Boy               | Lồng tiếng Đề cử — Young Artist Award for Best Voice Over Role |
| 2009 | Arthur and the Vengeance of Maltazard  | Arthur                  | Lồng tiếng và diễn |
| 2010 | Arthur and the War of Two Worlds       | Arthur                  | Lồng tiếng và diễn, hậu kỳ |
| 2010 | Master Harold...and the Boys           | Hally                   | Hậu kỳ |
| 2010 | Toast                                  | Nigel Slater            | Phát sóng trên TV (tiền kỳ) |
| 2011 | Homework                               | George Zinavoy          | Hậu kỳ |

### Các bộ phim đã đóng
| Năm  | Tên phim                                        | Vai                  | Ghi chú            |
| ---- | ----------------------------------------------- | -------------------- | ------------------ |
| 2005 | Charlie and the Chocolate Factory (video games) | Charlie Bucket       | Lồng tiếng         |
| 2007 | Arthur and the Invisibles                       | Arthur               | Lồng tiếng         |
| 2007 | The Golden Compass (video game)                 | Pantalaimon          | Lồng tiếng         |
| 2008 | The Spiderwick Chronicles (video game)          | Simon và Jared Grace | Lồng tiếng hai vai |
| 2009 | Astro Boy: The Video Game                       | Astro Boy            | Lồng tiếng         |
| 2010 | Astro Boy vs. The Junkyard Pirates              | Astro Boy            | Lồng tiếng         |
| 2017 | "The Good Doctor"                               | Shaun Murphy         | Vai nam chính      |